# John Frost (chartista)
John Frost (Newport, Monmouthshire grófság, 1784. május 25. – Stapleton, 1877. július 27.) a walesi chartista mozgalom kiemelkedő egyénisége, a newporti felkelés egyik meghatározó alakja.

## Fiatalkora
John Frost apja (szintén John) a newporti Royal Oak Inn nevű kocsma tulajdonosa volt. Édesanyja, Sarah korán elhunyt, s Johnt a cipész nagyapja nevelte fel. Előbb nagyapja műhelyében inaskodott, majd tizenhat évesen elhagyta szülővárosát és előbb Cardiffban, majd Bristolban egy gyapjúszövet készítő műhelyben vállalt tanulta ki a szakmát illetve a szabóságot. Később Londonba költözött, ahol kiskereskedőként tartotta fenn magát. 1806-ban tért vissza Newportba, ahol saját üzletet nyitott. 1812-ben házasságot kötött az özvegy Mary Geach-vel, aki tizenegy éves házasságuk alatt nyolc gyermeknek adott életet. Frostot nagy tiszteletben tartották vonzó jellemének, igazságérzetének, önzetlenségének, következetességének és elvhűsége miatt. Politikai nézeteit Thomas Paine és William Cobbett befolyásolták.

## Politikai pályafutása
1821-ben Frost vitába keveredett egy newporti ügyvéddel, Thomas Protheróval, aki egyben a város főjegyzője is volt, és akit azzal vádolt, hogy miatta maradt ki nagybátyja végrendeletéből. Prothero rágalmazás vádjával beperelte és a bíróság ezer font kártérítés kifizetésére kötelezte Frostot. Ezt követően Frost helytelen munkavégzéssel vádolta meg Protherót, aki ismét beperelte és ismét nyert. 1823 februárjában Frostot hat hónapra börtönbe zárták és tudatták vele, hogy további vádaskodásaival csak börtönbüntetését hosszabbítja meg.
Szabadulása után harangjának kereszttüzébe Prothero barátai és üzletfelei kerültek, mint például Charles Morgan, 1. Tredegar báró, aki jelentős telkeket, bérházakat és ipari üzemeket birtokolt Dél-Walesben. Egy 1830-ban íródott röpiratában Frost azzal vádolta meg Morgant, hogy rosszul bánik bérlőivel és választási reformokat követelt, hogy Morgant és a hozzá hasonló birtokosokat felelősségre lehessen vonni. Az 1830-as évek elején Frost az általános választójog egyik fő szószólójává vált.
Miután megalapozta chartista karrierjét, 1835-ben beválasztották a városi tanácsba. Egy esztendővel később polgármesterré választották. Agresszív viselkedése miatt, valamint 1838-as beválasztásával a Chartista Gyülekezetbe, régi támogatóinak nagy része elidegenedett tőle. Ennek következtében le kellett mondani polgármesteri tisztségéről, és az akkori belügyminiszter visszavonta elöljárói jogosultságait is. Válaszként Frost egy vitriolos hangvételű levelet írt John Russel belügyminiszternek, amelyben szóvá tette a walesi szénbányászok elégedetlenségeit is. Noha a walesiek forradalmi kedve egyre nőtt, Frost mégsem támogatta egy felkelés azonnali kirobbantását. Október végére a chartisták napi gyűléseket tartottak Monmouthshire-ben megpróbálva minél hamarabb kirobbantani a felkelést. Végül, Frost minden törekvése ellenére, a felkelés kirobbantásának időpontját illetően a chartisták november 3-ban egyeztek meg.

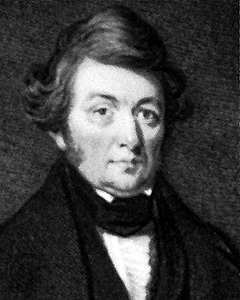
John Frost

## A newporti felkelés
1839. november 3-7-én Frost vezette a chartista felvonulást a newporti Westgate Hotel elé. Ennek oka máig tisztázatlan. Valószínűleg Frost személyes sérelmeitől vezetve próbálta meg a newporti városi vezetést megdönteni, akik katonai védelem alatt a szállodában gyülekeztek. A szállodában állomásozó katonák tüzet nyitottak a felkelőkre, akik mindössze húsz perc után, jelentős emberi veszteségek után visszavonultak. Ezt követően a helyi hatóságok azonnal ellentámadásba lendültek. A chartisták három vezetőjét és százötven követőjüket letartóztatták.
Frostot letartóztatták és hazaárulás vádjával elítélték. 1840 elején őt és két chartista társát, William Jonest és Zephaniah Williamszet bíróság elé állították a monmouthi Shire Hall-ban. Mindhármukra halálos ítéletet szabtak ki. Ők lettek egyébként az utolsó halálraítéltek Nagy-Britanniában. Az ítélet hatalmas közfelháborodást keltett, így Lord Melbourne miniszterelnök bejelentette, hogy ítéletüket életfogytiglani száműzetésre változtatják.
A mai Tasmaniába (akkoriban Van Diemen-föld) száműzték, ahol azonnal kétéves nehéz közmunkára ítélték, mivel inzultálta Lord Russelt, a helyi kormányzó titkárát. Három évig dolgozott inasként egy üzletben, majd nyolc évig tanárkodott. Ezt követően engedélyezték távozását. Eközben Nagy-Britanniában chartista hívei folyamatosan kampányoltak szabadulásáért. 1854-ben sikerült amnesztiát kieszközölni számára, azzal a feltétellel, hogy sohasem térhet vissza Nagy-Britanniába. Szabadulása után Frost az Egyesült Államokba utazott lányával, Catherine-nel, ahol előadásokat tartott a brit kormányzat igazságtalanságairól.

## Utolsó évei
1856-ban engedélyezték hazatérését. Stapletonba vonult vissza, utolsó éveit írással töltötte további kormányzati reformokat követelve. 1877-ben, 93 évesen hunyt el. Végrendeletének megfelelően a horfieldi templomban helyezték örök nyugalomra. Sírját az 1980-as években Richard Frame találta meg, és a newporti városi tanács pénzügyi támogatásával egy új sírkövet emeltetett emlékére.

## Fordítás
- Ez a szócikk részben vagy egészben  a   John Frost (Chartist) című angol Wikipédia-szócikk ezen változatának fordításán alapul.  Az eredeti cikk szerkesztőit annak laptörténete sorolja fel. Ez a jelzés csupán a megfogalmazás eredetét és a szerzői jogokat jelzi, nem szolgál a cikkben szereplő információk forrásmegjelöléseként.